# Gossypieae
Gossypieae Alef., 1861 è una  tribù di angiosperme della famiglia delle Malvacee, sottofamiglia Malvoideae.

## Tassonomia
La tribù comprende i seguenti generi:
- Alyogyne Alef.
- Azanza Alef.
- Cephalohibiscus Ulbr.
- Cienfuegosia Cienfuegosia
- Gossypioides Skovst. ex J.B.Hutch.
- Gossypium L.
- Hampea Schltdl.
- Kokia Lewton
- Lebronnecia Fosberg & Sachet
- Thespesia Sol. ex Corrêa